# Спиридоньевский переулок
Спиридо́ньевский переу́лок — небольшая улица в центре Москвы у Патриарших прудов на Пресне между Спиридоновкой и Большим Козихинским переулком.

## Происхождение названия
До XIX века назывался Старосъезженский переулок — по находившемуся в переулке в XVIII веке полицейскому участку — съезжей избе. Позже стал называться Спиридоновский и, наконец, Спиридоньевский переулок по церкви Спиридона, епископа Тримифунтского на Козьем Болоте, известной с 1627 года (не сохранилась), также как Спиридоньевская улица (ныне Спиридоновка).

## Описание
Спиридоньевский переулок берёт начало от Спиридоновки и проходит на северо-восток, пересекает Малую Бронную и Большой Козихинский переулок, за которым переходит в Большой Палашёвский.

## Примечательные здания и сооружения
По нечётной стороне:
- № 9 — Сначала располагался «Дом Святого Андрея» («St Andrew's House») — пансион, построенный шотландкой Джейн (Евгенией Ивановной) МакГилл для британских и американских гувернанток (1903—1904, архитектор В. Ф. Валькот); затем (после 1917) — общежитие студентов Московского университета; потом — гостиница  Московского комитета КПСС; в настоящее время — гостиница «Марко Поло Пресня»
- № 9, стр. 1 — Здание гостиницы (1970-е, архитектор В. И. Кузьмин)[2]
- № 13/21 — Жилой дом сотрудников Госстраха (1926—1927, архитектор М. Я. Гинзбург)

По чётной стороне:
- № 2/22 — Жилой дом (1933—1936, архитекторы Л. М. Поляков, Г. И. Волошинов)[3] В этом доме жила Клавдия Шульженко (есть мемориальная доска).
- № 8 — Жилой дом (1939, архитектор И. А. Голосов). В доме жили актёры и режиссёры С. К. Блинников[4], М. И. Царёв (мемориальная доска, 1991, архитектор В. В. Пасенко)[5], Е. М. Шатрова[6].
- № 12/9 — жилой дом (1887). Издательство «Интербук-Бизнес» (с 1990 года).